# (7616) Sadako
(7616) Sadako ist ein Asteroid des Hauptgürtels, der am 6. November 1996 vom japanischen Amateurastronomen Takao Kobayashi am Oizumi-Observatorium (IAU-Code 411) in der japanischen Präfektur Gunma entdeckt wurde.
Der Asteroid wurde am 14. Juni 2003 nach Sadako Sasaki (1943–1955) benannt, einer Überlebenden der Atombombenabwürfe auf Hiroshima und Nagasaki, die 1955 in der Hoffnung auf Heilung ihrer Leukämie-Diagnose mehr als 1000 Origami-Kraniche faltete.
Der Himmelskörper gehört zur Eos-Familie, einer Gruppe von Asteroiden, welche typischerweise große Halbachsen von 2,95 bis 3,1 AE aufweisen, nach innen begrenzt von der Kirkwoodlücke der 7:3-Resonanz mit Jupiter, sowie Bahnneigungen zwischen 8° und 12°. Die Gruppe ist nach dem Asteroiden (221) Eos benannt. Es wird vermutet, dass die Familie vor mehr als einer Milliarde Jahren durch eine Kollision entstanden ist.